# Anthony Ashley-Cooper (1. hrabia Shaftesbury)
Anthony Ashley-Cooper, 1. hrabia Shaftesbury, PC (ur. 22 lipca 1621 w Dorset, zm. 21 stycznia 1683 w Amsterdamie) – angielski arystokrata i polityk. Kanclerz skarbu królestwa Anglii w Ministerium Clarendona (1661–1667), pełnił to stanowisko również w ministerium CABAL (1667–1673), lord kanclerz Anglii w latach 1672–1673. Następnie Pierwszy Lord Handlu w ministerium Danby’ego oraz lord przewodniczący Rady w Ministerium Tajnej Rady w latach 1678–1679.